# Ephialtes tenchozanus
Ephialtes tenchozanus är en stekelart som beskrevs av Jinhaku Sonan 1936. Ephialtes tenchozanus ingår i släktet Ephialtes och familjen brokparasitsteklar. Inga underarter finns listade i Catalogue of Life.